# Ilokelesia
Ilokelesia (v jazyce Mapuče "masitý ještěr") byl rodem středně velkého masožravého dinosaura (teropoda) z čeledi Abelisauridae. Žil v období rané svrchní křídy (asi před 95 miliony let) na území dnešní Argentiny (souvrství Huincul, provincie Neuquén).

## Materiál a taxonomie
Tento teropod byl popsán na základě nekompletní fosilní kostry, odkryté argentinskými paleontology v roce 1991. Typový druh Ilokelesia aguadagradensis byl formálně popsán paleontology Rodolfem Coríou a Leonardem Salgadem koncem roku 1998 (studie však oficiálně vyšla až roku 2000). Rodové jméno pochází z nářečí místního indiánského kmene Mapuče, kde slovo ilo znamená "maso" a kelesio "ještěr" nebo "plaz". Druhové jméno se vztahuje k místu objevu, kterým je Aguada Grande.

## Paleobiologie a zařazení
Není jisté, jak velkým dravcem ilokelesia byla. Pravděpodobně dosahovala délky kolem 4 metrů a hmotnost 200 kilogramů. Stejně jako ostatní velcí abelisauři představovala nejspíš dominantního predátora ve svém ekosystému. Pohybovala se po silných zadních nohách, přední byly krátké a zakrnělé. Ilokelesia byla objevena v sedimentech nejranější svrchní křídy (před 99,6 až 93,5 miliony let) a je tak jedním z nejstarších a vývojově nejprimitivnějších známých abelisauridů (zejména tomu tak bylo v době objevu dinosaura).